# Schnorchel

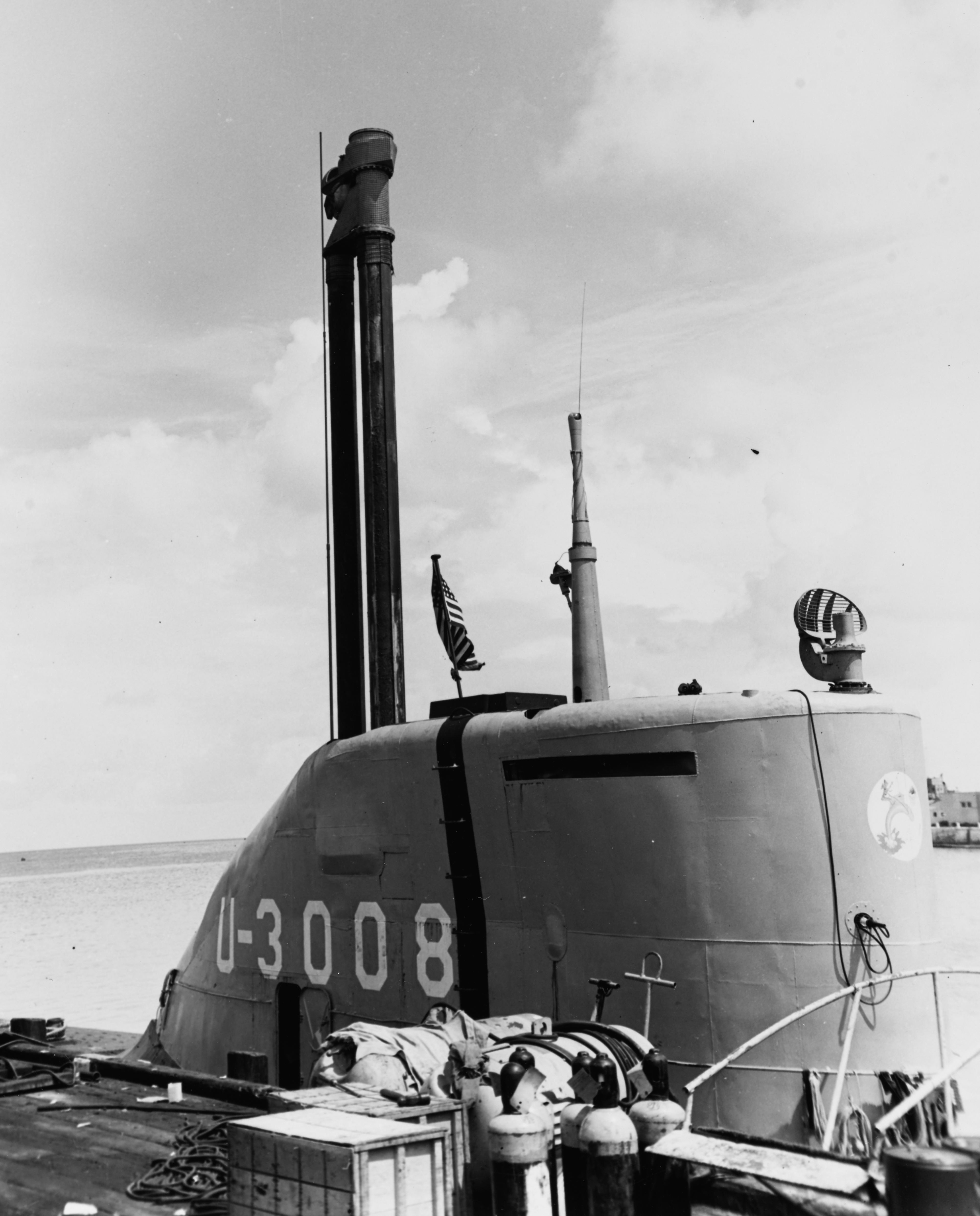
USS U-3008 (dříve německá U-3008) s vytaženým schnorchelem

Schnorchel [šnorchl] je zařízení, jež umožňuje ponorkám na dieselový pohon setrvat během dobíjení baterií pod hladinou. Jedná se o trubici sloužící k nasávání vzduchu a tedy i kyslíku nezbytného ke spalování v dieselovém motoru. Současně slouží i k odvodu spalin. Tato trubice musí být během funkce vynořena a je tak detekovatelná jak vizuálně (především spaliny), tak i radarem, i když samozřejmě obtížněji než celá ponorka při vynoření. Byl vynalezen za první světové války ve Skotsku, ale vojensky využit byl až nizozemský model z roku 1938 německou ponorkovou flotilou během druhé světové války. S nástupem jaderných ponorek se schnorchel stal nepotřebným, jelikož tyto nepotřebují k pohonu kyslík.